# Gran Premi dels Estats Units de Motocròs 250cc
|  | Per a altres significats, vegeu «Gran Premi dels Estats Units de Motocròs». |

El Gran Premi dels Estats Units de Motocròs en la cilindrada de 250cc (en anglès, 250 cc United States Moto-Cross Grand Prix), abreujat GP dels Estats Units de 250cc, fou una prova internacional de motocròs que es va celebrar anualment als Estats Units entre el 1978 i el 1999. Fou el primer Gran Premi puntuable per al Campionat del Món d'aquesta cilindrada que es va celebrar fora d'Europa.
El GP dels Estats Units de 250cc es disputava habitualment al circuit d'Unadilla (Estat de Nova York) el mes de juliol, tret d'una edició esparsa a Hollister (Califòrnia) i les tres darreres a Budds Creek (Maryland). A mesura que el Campionat AMA de motocròs anava agafant prestigi internacional, l'interès pel campionat del món va decaure progressivament als EUA fins que, finalment, el Gran Premi es va deixar de convocar.

## Edicions
| Circuit     | Ciutat         | Estat      | Data usual | De   | A    | Edicions |
| ----------- | -------------- | ---------- | ---------- | ---- | ---- | -------- |
| Unadilla    | New Berlin     | Nova York  | Al juliol  | 1978 | 1992 | 14       |
| Hollister   | Hollister      | Califòrnia | Al juliol  | 1987 | 1987 | 1        |
| Budds Creek | Mechanicsville | Maryland   | Al juliol  | 1993 | 1999 | 3        |
| Total       | 3              |            |            |      |      | 18       |

## Palmarès
Font:
| Edició | Any  | Lloc                     | Data              | Guanyador        | Guanyador |
| ------ | ---- | ------------------------ | ----------------- | ---------------- | --------- |
| I      | 1978 | Unadilla                 | 29-30 de juliol   | Marty Tripes     | Honda     |
| II     | 1979 | Unadilla                 | 28-29 de juliol   | Kent Howerton    | Suzuki    |
| III    | 1980 | Unadilla                 | 19-20 de juliol   | Kent Howerton    | Suzuki    |
| IV     | 1981 | Unadilla                 | 25-26 de juliol   | Neil Hudson      | Yamaha    |
| V      | 1982 | Unadilla                 | 31j-1 d'agost     | Kees Van der Ven | KTM       |
| VI     | 1983 | Unadilla                 | 30-31 de juliol   | David Bailey     | Honda     |
| VII    | 1984 | Unadilla                 | 7-8 de juliol     | Ron Lechien      | Honda     |
| VIII   | 1985 | Unadilla                 | 18-14 de juliol   | Johnny O'Mara    | Honda     |
| IX     | 1986 | Unadilla                 | 19-20 de juliol   | Bob Hannah       | Suzuki    |
|        |      |                          |                   |                  |           |
| X      | 1987 | Hollister                | 18-19 de juliol   | Rick Johnson     | Honda     |
|        |      |                          |                   |                  |           |
| XI     | 1988 | Unadilla                 | 23-24 de juliol   | Rick Johnson     | Honda     |
| XII    | 1989 | Unadilla                 | 8-9 de juliol     | Rick Johnson     | Honda     |
| XIII   | 1990 | Unadilla                 | 14-15 de juliol   | Jeff Stanton     | Honda     |
| XIV    | 1991 | Unadilla                 | 18-14 de juliol   | Jeff Stanton     | Honda     |
| XV     | 1992 | Unadilla                 | 18-19 de juliol   | Jeff Stanton     | Honda     |
|        |      |                          |                   |                  |           |
| XVI    | 1993 | Budds Creek              | 17-18 de juliol   | Stefan Everts    | Suzuki    |
| XVII   | 1994 | Budds Creek              | 30-31 de juliol   | Yves Demaria     | Honda     |
|        |      | 1995-1998: No es disputà |                   |                  |           |
| XVIII  | 1999 | Budds Creek              | 11-12 de setembre | Kevin Windham    | Honda     |

## Estadístiques

### Guanyadors múltiples
| Pilot         | Victòries |
| ------------- | --------- |
| Jeff Stanton  | 3         |
| Rick Johnson  | 3         |
| Kent Howerton | 2         |

### Victòries per país
| País          | Victòries |
| ------------- | --------- |
| Estats Units  | 14        |
| Bèlgica       | 1         |
| França        | 1         |
| Països Baixos | 1         |
| Regne Unit    | 1         |
| Total         | 18        |

### Victòries per marca
| Marca  | Victòries |
| ------ | --------- |
| Honda  | 12        |
| Suzuki | 4         |
| Yamaha | 1         |
| KTM    | 1         |
| Total  | 18        |